# 福島県立宮下病院
福島県立宮下病院（ふくしまけんりつみやしたびょういん）は、福島県大沼郡三島町にある医療機関。福島県立病院事業の設置等に関する条例（昭和41年12月22日条例第77号）により設置された県立の病院である。
三島町民運動場に移転して、2027年度に病床19床の有床診療所に移行する予定である。

## 沿革
- 昭和26年11月：宮下病院開設 診療科目（内科・外科・産婦人科）一般24床
- 昭和27年6月：病棟増築9床増床、一般33床
- 昭和28年11月：伝染病隔離病舎併設病床数13床、一般4床増床、一般37床、伝染13床、計50床
- 昭和32年11月：病棟増築8床増床、一般45床、伝染13床、計58床
- 昭和33年6月：病室改造一般2床減少、一般43床、伝染13床、計56床
- 昭和35年9月：病床区分変更、一般23床、結核20床、伝染13床、計56床
- 昭和39年5月：病室改造一般3床減少、一般20床、結核20床、伝染13床、計53床
- 昭和39年7月：眼科診療開始→昭和54年2月休診
- 昭和44年12月：病院庁舎改築移転 診療科目（内科・外科・産婦人科・眼科）一般45床、結核10床、計55床（隔離病床 伝染10床併設）
- 昭和45年7月：産婦人科休診
- 昭和45年7月：整形外科診療開始→昭和48年休診
- 昭和56年3月：結核10床を一般病床に変更 一般55床、伝染10床、計65床
- 平成元年9月：伝染病床廃止 一般55床
- 平成5年7月：整形外科診療再開
- 平成6年3月：全身用コンピューター断層撮影装置室増築
- 平成6年11月：精神神経科診療開始
- 平成8年10月：耳鼻咽喉科診療開始
- 平成16年6月：へき地医療拠点病院に指定
- 平成19年5月：皮膚科診療開始
- 平成19年6月：患者送迎バス運行開始
- 平成21年4月：許可病床数変更 一般32床

## 診療科
- 内科
- 外科
- 整形外科
- 耳鼻咽喉科
- 神経精神科
- 皮膚科

## 医療機関の指定等
- 保険医療機関
- 労災保険指定医療機関
- 身体障害者福祉法指定医の配置されている医療機関
- 精神保健指定医の配置されている医療機関
- 生活保護法指定医療機関
- 結核指定医療機関
- へき地医療拠点病院
- 特定疾患治療研究事業委託医療機関

## 交通アクセス
- JR東日本只見線会津宮下駅下車、徒歩5分。
- 三島町・柳津町・金山町・昭和村方面より無料送迎バスあり。